# Église Saint-Menas du Caire

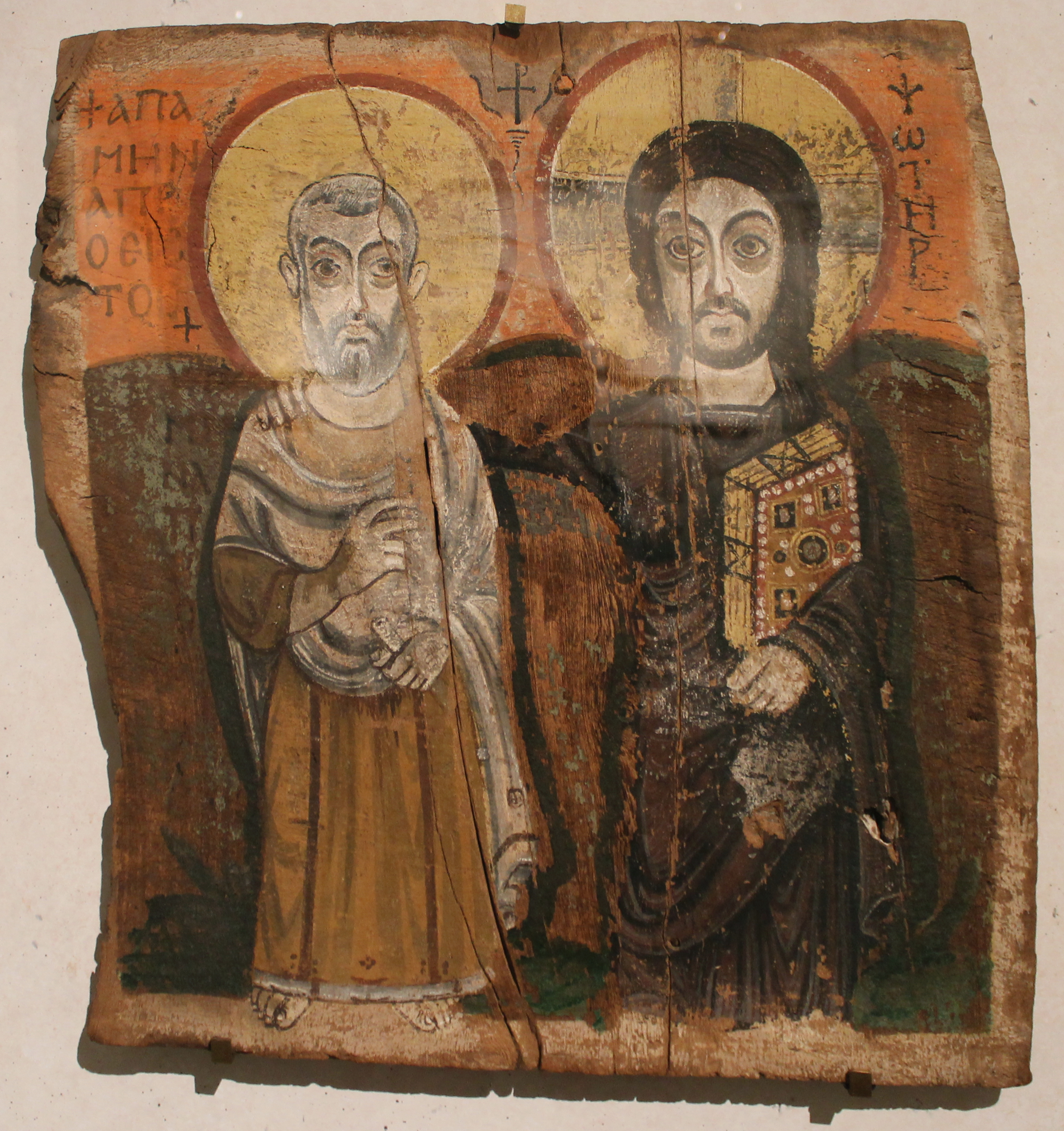
Le Christ et saint Ménas, icône copte du VIe siècle, Louvre

L'église copte orthodoxe de Saint Menas (Arabe égyptien  kenīset Mar-Mīna ) est une église copte orthodoxe située près du Caire copte et l'une des plus anciennes églises coptes d'Égypte, datant du VIe siècle.

## Importance géographique
L'église Saint-Menas se trouve à l'extrémité nord du Caire copte, dans un quartier connu sous le nom de Fum al-Khalig ( fomm el-ḵalīg ), au nord de l'aqueduc romain et de la célèbre forteresse de Babylone, dans un cimetière chrétien dans le Vieux-Caire.
L'église est techniquement au nord du Vieux Caire, cependant, elle relève du diocèse copte orthodoxe qui englobe le Vieux-Caire, Manial et Fum Al-Khalig.
L'église de Saint Menas est est également connue sous le nom d'Al-Hamra ( el-ḥamra ; littéralement : « le rouge » en arabe égyptien). Le diocèse englobe El-Hamra ainsi que le Caire copte.
L'église Saint-Menas est encore très proche des anciennes églises du vieux Caire et est probablement la première église copte orthodoxe du Caire, à l'exception des églises qui se trouvaient toutes dans le quartier du vieux-Caire de l'époque. Non seulement c'est une preuve de l'existence passée du christianisme copte orthodoxe au Caire hors de la vieille ville (près de la pointe nord du quartier), mais c'est aussi l'une des rares pièces survivantes et des grands vestiges de l'architecture copte qui subsistent à ce jour.

## Histoire
L'église Sainte-Menas est, avec le site d'Abu Mena classé au patrimoine mondial de l'UNESCO, l'un des éléments architecturaux les plus reconnus qui portent le nom de Sainte-Menas. Fondée au VIe siècle, c'est également l'une des plus anciennes églises d'Égypte. Au VIIIe siècle, on raconte que l'église de Sain fut détruite sous le règne du calife Hisham Ibn Abdel Malik Ibn Marwan, et reconstruite peu après.
En 1164 apr. J.-C., l'église fut à nouveau rénovée. Des piliers ont été construits dans le but de remplacer les colonnes de marbre. Ces mêmes piliers en maçonnerie, qui existent encore aujourd'hui, séparent la nef des bas-côtés au nombre de six de chaque côté.

## Époque moderne
De l'édifice du VIIIe siècle, il ne reste aujourd'hui que des parties du sanctuaire central et du mur extérieur. L'église est divisée en plusieurs sanctuaires, nef et bas-côtés. Les touristes peuvent voir des représentations de la Sainte Bible copte aux murs de l'église. Le bâtiment actuel mesure environ 20,5 mètres sur 15 et mesure 13,5 mètres de haut.
Les reliques de Saint Mena étaient autrefois conservées dans cette église, mais la plupart de ces reliques ont été transférées au célèbre monastère de Saint-Ménas à Mariut (près d'Alexandrie) en 1962. Les seuls restants sont conservés dans le narthex de l'église. Sur le sanctuaire sud se trouve un sanctuaire qui contient un certain nombre de belles icônes brodées dans le style copte.

## Terrorisme
Le 29 décembre 2017, l'église est frappée par une attaque menée par des terroristes islamistes. La police a remarqué deux hommes au comportement suspect, qui ont ouvert le feu sur la police lorsqu'ils ont été interpellés. Trois policiers, un des agresseurs et sept autres personnes ont perdu la vie. L’agresseur décédé portait une ceinture explosive. L'autre agresseur a ensuite été arrêté. Environ une heure plus tard, un magasin copte voisin a également été attaqué, faisant deux autres morts.

## Voir également
- Égypte chrétienne
- Liste des églises coptes orthodoxes en Égypte